# Walk on Water (chanson d'Eminem)
Pour les articles homonymes, voir Walk on Water.
Singles de Eminem
Kings Never Die
(2015) River
(2018)
Walk on Water est une chanson du rappeur américain Eminem en duo avec la chanteuse américaine Beyoncé, sortie le 10 novembre 2017. C'est le premier single extrait du neuvième album studio du rappeur, Revival.

## Promotion et diffusion
Le 8 novembre 2017, Eminem a tweeté une photo de l'ordonnance d'un médecin avec les mots : « "Walk on Water", à prendre autant que besoin ». Ce qui a provoqué des spéculations sur le fait que le premier single serait intitulé « Walk on Water »,,. La fausse note du médecin était signée avec le logo de Revival. Le 9 novembre, Paul Rosenberg a partagé une vidéo sur Instagram qui présentait Trevor le porte-parole pour la campagne de Revival déclarant : « vous serez capable de "Walk on Water" avec Revival à midi », confirmant ainsi la chanson.

## Clip
La vidéo est publiée le 23 décembre 2017 en excluvisité sur Apple Music.

## Classements
| Pays et classement (2017)               | Meilleure position |
| --------------------------------------- | ------------------ |
| Australie (ARIA)                        | 10                 |
| Autriche (Ö3 Austria Top 40)            | 13                 |
| Belgique (Flandre Ultratop 50 Singles)  | 32                 |
| Belgique (Wallonie Ultratop 50 Singles) | 49                 |
| Canada (Hot 100)                        | 22                 |
| Tchéquie (IFPI Rádio)                   | 96                 |
| Danemark (Tracklisten)                  | 24                 |
| France (SNEP)                           | 13                 |
| Allemagne (Media Control AG)            | 16                 |
| Hongrie (Rádiós Top 40)                 | 19                 |
| Irlande (IRMA)                          | 8                  |
| Italie (FIMI)                           | 22                 |
| Liban Airplay (Lebanese Top 20)         | 15                 |
| Pays-Bas (Nederlandse Top 40)           | 24                 |
| Pays-Bas (Single Top 100)               | 22                 |
| Nouvelle-Zélande (RMNZ)                 | 18                 |
| Norvège (VG-lista)                      | 16                 |
| Philippines (Philippine Hot 100)        | 84                 |
| Portugal (AFP)                          | 24                 |
| Écosse (OCC)                            | 4                  |
| Espagne (PROMUSICAE)                    | 27                 |
| Suède (Sverigetopplistan)               | 7                  |
| Suisse (Schweizer Hitparade)            | 5                  |
| Royaume-Uni (UK Singles Chart)          | 7                  |
| États-Unis (Hot 100)                    | 14                 |
| États-Unis (R&B/Hip-Hop Songs)          | 6                  |
| États-Unis (Rhythmic Songs)             | 23                 |